# Puig de la Canova
El Puig de la Canova és una muntanya de 327 metres que es troba al municipi d'Albanyà, a la comarca catalana de l'Alt Empordà.